# Dramlja
Dramlja é um assentamento localizado no município de Brežice na Eslovênia. Possuía uma população estimada de 63 habitantes em 2020.